# St-Mathurin (Moncontour)

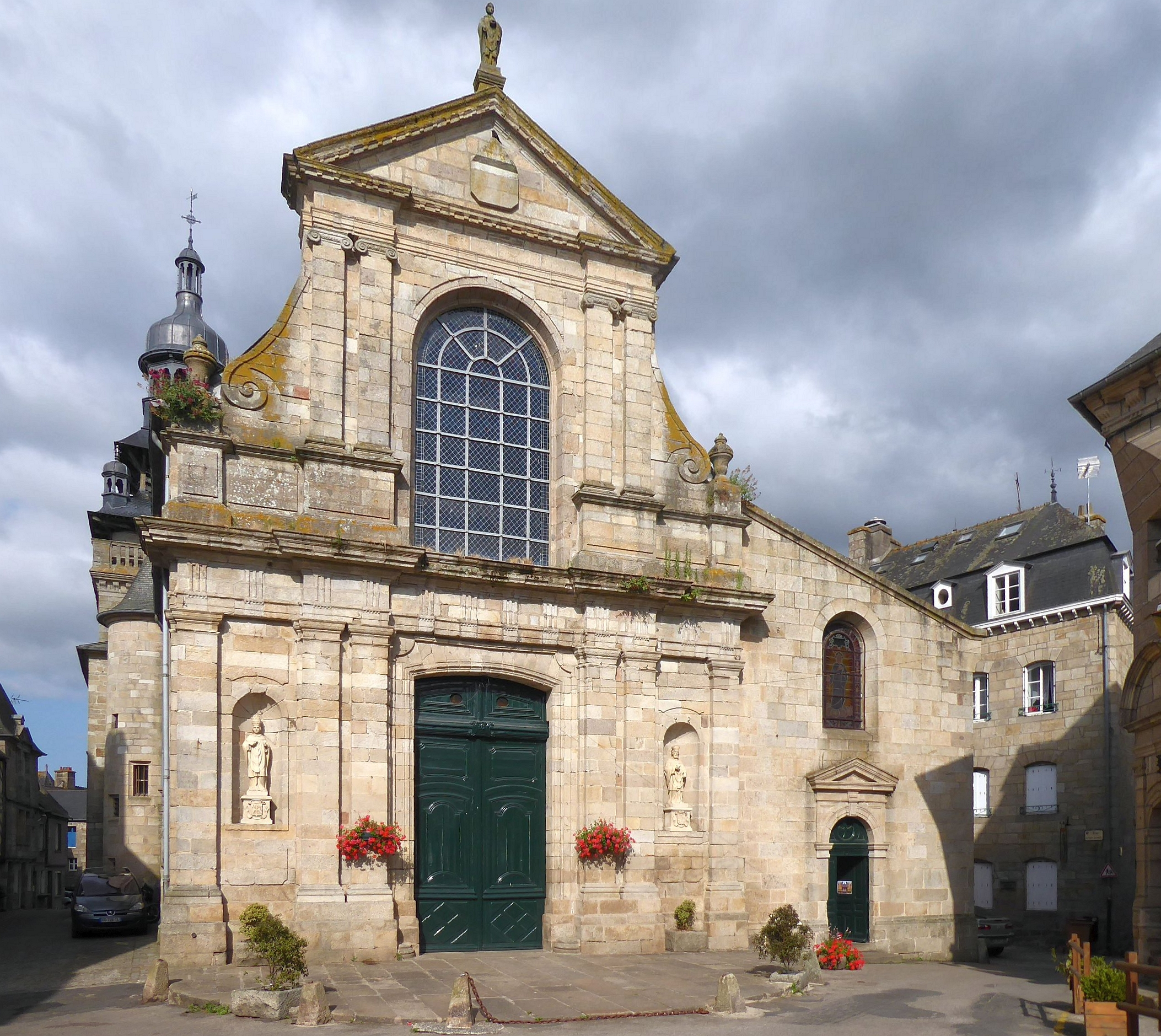
Pfarrkirche St-Mathurin, Westfassade

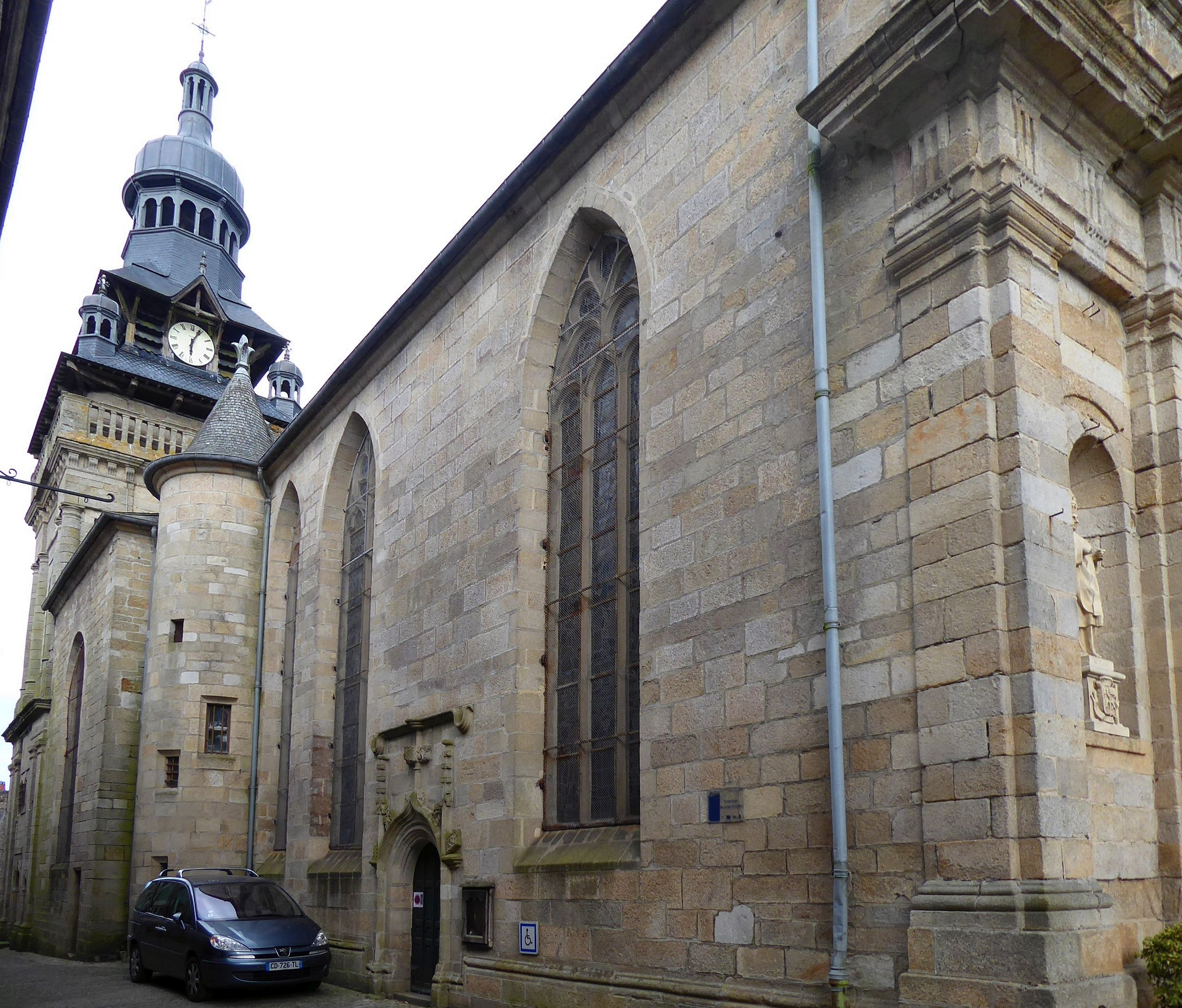
Spätgotische Nordseite und Turm

St-Mathurin (auch: Notre-Dame et Saint-Mathurin) ist eine römisch-katholische Pfarrkirche in Moncontour im Département Côtes-d’Armor  in der Bretagne. Die Kirche ist seit 1889 als Monument historique klassifiziert.

## Geschichte
Die Pfarrkirche St-Mathurin geht im Kern auf das 16. Jahrhundert zurück und entstand an Stelle eines Unserer Lieben Frau (Notre-Dame) geweihten Vorgängerbaus. Älteste Teile sind die Nordwand mit großen Maßwerkfenstern und einem Portal im Stil der Flamboyantgotik. Der Kirchturm wurde 1584 abgerissen und bis 1587 wieder aufgebaut. 
Die heutige Kirche präsentiert sich mit einem weiträumigen Innenraum mit einem breiteren Mittelschiff, das durch hohe Säulen mit weiten Arkadenbögen von einem südlichen Seitenschiff getrennt wird, das im Jahr 1620 angefügt wurde. Der gerade geschlossene Chorraum geht auf Wiederherstellungsmaßnahmen des Jahres 1719 zurück. Zwischen 1733 und 1739 wurden die Pfeiler und das Dach erhöht. 1786 erhielt die Kirche die repräsentative Westfassade nach Plänen von Antoine Guiber. Die Kirche besitzt in ihrem Inneren eine Reihe bedeutender Glasmalereien, die als Einzelobjekte als Monument historique klassifiziert und zwischen 1520 und 1540 entstanden sind.